# 22567 Zenisek
22567 Zenisek este un asteroid din centura principală de asteroizi.

## Descriere
22567 Zenisek este un asteroid din centura principală de asteroizi. A fost descoperit pe 20 aprilie 1998 la Socorro, New Mexico, în cadrul proiectului LINEAR. Asteroidul prezintă o orbită caracterizată de o semiaxă mare de 2,33 ua, o excentricitate de 0,14 și o înclinație de 6,4° în raport cu ecliptica.